# Aoshachia
Aoshachia là một chi bướm đêm thuộc họ Geometridae.

## Các loài
- Aoshachia lutea
- Aoshachia rufistriga
- Aoshachia virescens